# Cantonul Sarajevo
Cantonul Sarajevo este una dintre cele 10  unități administrativ-teritoriale de gradul I  ale statului  Bosnia și Herțegovina (Federația Bosniei și Herțegovinei). Are o populație de 420.000 locuitori. Reședința sa este orașul Sarajevo.